# Sylvain Rajefiarison
Sylvain Rajefiarison (ur. 5 grudnia 1958) – madagaskarski bokser, uczestnik Letnich Igrzysk Olimpijskich 1980. 
Podczas igrzysk w Moskwie, startował w wadze lekkiej. Rajefiarison przegrał już w pierwszej rundzie z Duńczykiem Jesperem Garnellem (0 do 5).